# Heineken Jazzaldia

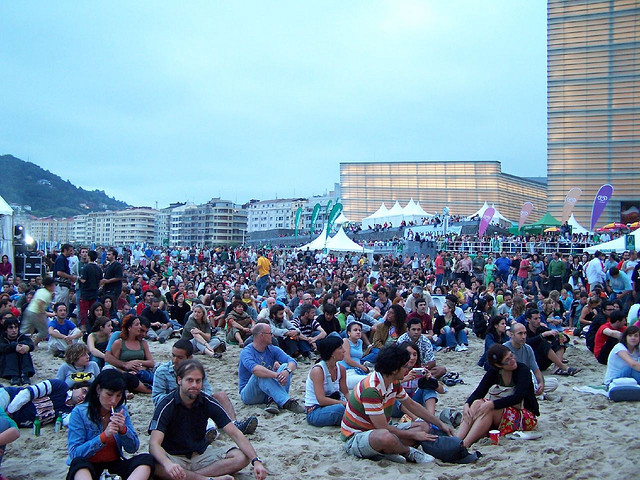
Jazzaldia 2003 am Zurriola-Strand

Das Heineken Jazzaldia (der offizielle Name) oder San Sebastian Jazz Festival bzw. Festival de Jazz de San Sebastián ist ein jährlich seit 1966 in San Sebastián an vier Tagen in der dritten Juli-Woche stattfindendes Musikfestival. Es ist das älteste spanische und eines der ältesten noch bestehenden europäischen Jazzfestivals.
Hier traten viele bekannte Jazzmusiker wie Ella Fitzgerald, Oscar Peterson, Miles Davis, Dizzy Gillespie, Dexter Gordon, Art Blakey, Stan Getz, Sarah Vaughan, Charles Mingus (1974 und 1977), Ray Charles, McCoy Tyner, Weather Report, Don Cherry, Gerry Mulligan, Ornette Coleman, Keith Jarrett, Chick Corea (zu dessen Konzert im Velodrome 1981 15.000 Zuhörer kamen), Wynton Marsalis, Diana Krall, Hank Jones, Herbie Hancock, Pat Metheny, Sonny Rollins auf und Musiker aus anderen Bereichen wie Van Morrison, B. B. King, Liza Minnelli. 2013 traten unter anderem Hiromi Uehara, Vijay Iyer, Dave Douglas, Pharoah Sanders, China Moses, Youn Sun Nah und John Zorn (mit einem fünfstündigen Massada-Marathon, an dem 32 Musiker in zwölf Formationen beteiligt waren) auf.
Der Zusatz Heineken in Jazzaldia kommt vom Sponsor.

## Geschichte
Das erste Festival fand am 10. und 11. September 1966 statt, wurde aber schon im Jahr darauf in den Juli verschoben. Seine Ursprünge hatte es in einem Wettbewerb für Amateurmusiker. In seiner Frühzeit trat hier als einziger professioneller Musiker der in Frankreich lebende amerikanische Bluesgitarrist Mickey Baker (1925–2012) auf. Pierre „Pedro“ Lafont (der am 3. Juli 2012 starb) war wesentlich daran beteiligt, durch seine Kontakte – er kam aus dem Hot Club von Saint-Jean-de-Luz – und sein Engagement das Festival in seiner Frühzeit auf internationales Niveau zu heben.
Das Festival fand anfangs auf der Plaza de la Trinidad statt. Als in den 1970er Jahren große Stars kamen, wechselte man auf größere Plätze, das Fußballstadion von Anoeta und danach das Velódromo. 1992 wechselte man über zu über einem Dutzend verschiedenen Orten in der Stadt (verschiedene Theater und Museen, dem Yacht-Club am Hafen, dem Kursaal-Auditorium u. a.), auch wieder auf der Plaza de la Trinidad. Es gibt auch kostenlose Konzerte am Strand, die besonders bei der Jugend beliebt sind (Playa de la Zurriola, Green Stage).
Anfangs hatte das Festival überwiegend traditionellen Jazz und Mainstream sowie Blues im Programm (zum Beispiel Jo Jones, Milt Buckner, Cab Calloway, Arnett Cobb, Illinois Jacquet, John Lee Hooker, Muddy Waters), was sich aber schon in den 1970er Jahren änderte.

## Festival-Preis
Das Festival vergibt seit 1994 den Donostiako Jazzaldia Award (Donostia ist der baskische Name der Stadt), für markante Musiker des Festivals. Preisträger waren:
- 1994: Doc Cheatham
- 1995: Phil Woods
- 1996: Hank Jones
- 1997: Steve Lacy
- 1998: Chick Corea
- 1999: Max Roach und Clark Terry
- 2000: Kenny Barron
- 2001: Ray Brown
- 2002: Elvin Jones
- 2003: Bebo Valdés
- 2004: Shirley Horn und Fernando Trueba
- 2005: Keith Jarrett und Charles Mingus (postum)
- 2006: Herbie Hancock
- 2007: Wayne Shorter
- 2008: Ahmad Jamal
- 2009: Roy Haynes
- 2010: Ron Carter
- 2011: Toots Thielemans
- 2012: Jimmy Cobb und Pierre Lafont (postum)
- 2013: Lee Konitz

## Diskographische Hinweise
Einige Mitschnitte von Konzerten auf dem Festival wurden auf Ton- bzw. Bildträger veröffentlicht.
- Gary Bartz/Jeanne Lee/Jorge Pardo Music for Ebbe: Live in San Sebastian (El Dilirio 1997)
- Pat Metheny & Brad Mehldau Live at San Sebastian (2007, Bootleg)
- Diana Krall Doing All Right (2008, Bootleg)
- Return to Forever Live in San Sebastian (Jazzdoor, 2008 – Video)
- Ron Carter Golden Striker Trio San Sebastian (In & Out, 2012, mit Mulgrew Miller & Russell Malone)